# Giorgio Locchi
Giorgio Locchi (Roma, 15 aprile 1923 – Parigi, 25 ottobre 1992) è stato un giornalista e saggista italiano; conosciuto altresì con lo pseudonimo di Hans-Jürgen Nigra, fu tra i promotori del GRECE, nonché per lungo tempo il corrispondente da Parigi del quotidiano Il Tempo.

## Biografia
Nato in una famiglia legata al mondo del cinema e dei doppiatori, frequentò il Collegio Nazareno e si laureò in giurisprudenza all'Università di Roma. A metà anni cinquanta si trasferì a Saint-Cloud, nei pressi di Parigi.
Entrò poco più che ventenne nella redazione esteri del Tempo; all'epoca studiava letteratura e storia della Germania. Nel 1957, restando libero il posto di corrispondente da Parigi, il direttore del quotidiano romano, Renato Angiolillo, decise che la persona più adatta a occuparlo fosse un giornalista con scarsa conoscenza di problemi francesi.
Locchi cercò di liberarsi dall'incarico, adducendo la sua antipatia per i francesi e per la Francia; ma Angiolillo fu irremovibile. Locchi diede conto degli eventi culturali in Francia con articoli pubblicati quasi per trent'anni. Quando gran parte della stampa italiana guardava con interesse all'engagement sartriano, per merito dei servizi culturali di Locchi Il Tempo fu tra i pochi giornali fuori dal coro ad avanzare una lettura critica di quel fenomeno.
Quando lasciò il giornalismo attivo, nel 1985, Locchi rimase a Parigi. Nella capitale francese entrò in contatto con Alain de Benoist; dall'incontro tra i due nacque, a fine anni sessanta, il think tank GRECE, conosciuto mediaticamente come Nuova Destra. Da questo momento la sua firma apparve sulle riviste collaterali a GRECE, come Nouvelle École e Éléments. Altri scritti trovarono spazio su Intervento, La Destra, L'Uomo Libero e il quotidiano missino Secolo d'Italia.
Considerato uno dei principali rappresentanti della Nuova Destra, se ne distaccò in quanto critico verso la democrazia e sostenitore degli ideali della Rivoluzione conservatrice.

## Gli scritti
Gli scritti e i saggi di Locchi, editi da piccole case editrici e riviste del circuito dell'estrema destra, sono noti e diffusi principalmente in tale ambito, dove è considerato un punto di riferimento importante. Il suo nome è legato soprattutto al saggio Il male americano; uno scritto sulla società americana che gli fu richiesto da Nouvelle École e che a insaputa dell'autore fu modificato e accresciuto dal direttore Alain de Benoist, segnando così la rottura definitiva tra i due intellettuali:
I suoi studi si sono incentrati essenzialmente sulla Roma imperiale, sulla critica all'americanismo (Il male americano, 1979), sul pensiero anticristiano di Nietzsche e sugli indoeuropei e il loro modello sociale inegualitario e gerarchico. Di rilievo è il saggio su Richard Wagner e il mito sovrumanista, che è stato annoverato fra i classici dell'ermeneutica wagneriana, nonché il saggio Essenza del Fascismo, in cui sottolinea l'importanza del mito della palingenesi nazionale, dell'Indo-Europeismo, di Nietzsche, dell'antropologia e di scrittori come Spengler per alimentare la futura vitalità del neofascismo, proponendo così una vera e propria strategia per mantenere viva l'ideologia fascista pur nel clima ostile del dopoguerra.
I suoi scritti hanno influenzato molti intellettuali e attivisti della destra radicale europea, come Guillaume Faye, Pierre Vial, Pierre Krebs, Robert Steuckers e Stefano Vaj.

## Opere principali
- Giorgio Locchi e Alain de Benoist, Il male americano, Roma, L.E.D.E., 1979.
- (DE) Giorgio Locchi e Robert de Herte (Alain de Benoist), Die USA, Europas missratenes Kind, München-Berlin, Herbig, cop., 1979.
- Giorgio Locchi, L'essenza del fascismo, con un saggio e un'intervista a cura di Marco Tarchi, Castelnuovo Magra, Edizioni del Tridente, 1981.
- (DE) Giorgio Locchi, Das unvergängliche Erbe, Kassel, Thule-Seminar, 1981.
- Giorgio Locchi, Nietzsche, Wagner e il mito sovrumanista, prefazione di Paolo Isotta, Napoli, Akropolis, 1982.
- (ES) Giorgio Locchi e Robert Steuckers, Konservative Revolution: Introducción al nacionalismo radical aleman, 1918-1932, Valencia, Ediciones Acebo Dorado, 1990.
- Giorgio Locchi, Definizioni, Milano, Barbarossa, 2006.
- (ES) Giorgio Locchi, Definiciones : los textos que revolucionaron la cultura inconformista Europea, Molins de Rei, Barcelona Nueva República D.L., 2010.
- Giorgio Locchi, Prospettive indoeuropee, Roma, Settimo Sigillo, 2010.
- (CS) Giorgio Locchi, Podstata fašismu, Praga, Délský potápěč, 2011.
- (FR) Philippe Baillet, Giorgio Locchi : « Adriano Romualdi, l'essence du fascisme et la conception sphérique du temps de l'histoire », in Le parti de la vie : clercs et guerriers d'Europe et d'Asie, Saint-Genis-Laval, Éditions Akribeia, 2015.
- (ES) Giorgio Locchi e Alain de Benoist, El enemigo americano : érase una vez América, Torredembarra, Tarragona Fides D.L., 2016.
- (ES) Giorgio Locchi, Figuras de la revolución conservadora, Torredembarra, Tarragona Fides D.L., 2016.
- Giorgio Locchi, Sul senso della storia, con scritti di Valerio Benedetti, Giovanni Damiano e Adriano Scianca, Padova, Edizioni di Ar, 2016.